# U-47 (Kriegsmarine)
U-47 je bila nemška vojaška podmornica Kriegsmarine, ki je bila dejavna med drugo svetovno vojno. Z njo je preplul znani podmorniški as Günther Prien vse svoje tako uspešne patrulje, vključno z legendarnim vdorom v Scapa Flow. Statistika izjemnega skupnega dosežka pravi, da je bilo potopljenih kar 30 tovornih ladij s skupno tonažo 162,769 BRT, plus 1 bojno ladjo s 29,150 tonami.

## Tehnični podatki
| Kategorije                                    | Podatki                       |
| --------------------------------------------- | ----------------------------- |
| Teža (t): na površju pod površjem polna Teža  | 753 857 1.040                 |
| Dolžina (m) - tlačni trup (m)                 | 66,5 - 48,8                   |
| Širina (m) - tlačni trup (m)                  | 6,2 - 4,7                     |
| Izpodriv (m)                                  | 4,74                          |
| Višina (m)                                    | 9,5                           |
| Moč (hp): na površju pod podvršjem            | 3.200 750                     |
| Hitrost (vozlov): na površju pod podvršjem    | 17,9 8,0                      |
| Doseg (milja/vozel): na površju pod podvršjem | 8.700/10 90/4                 |
| Torpeda/Torpedne cevi                         | 14/5 (4 na premcu, 1 na krmi) |
| Krovni top (mm)                               | 88 (220 granat)               |
| Mine                                          | 26 TMA                        |
| Posadka                                       | 44-48                         |
| Maksimalni potop (m)                          | 220                           |